# Pinhalzinho (Santa Catarina)
Pinhalzinho es un municipio brasileño del estado de Santa Catarina. Tiene una población estimada al 2022 de 21 972 habitantes. Pertenece a la Región metropolitana de Chapecó.

## Economía
El municipio cuenta con un parque industrial diversificado, principalmente el sector de agroindustrial, maderero, textil y mecánico.

## Historia
En las tierras donde hoy se localiza el municipio de Pinhalzinho los primeros habitantes fueron los indígenas, más tarde en 1930 comenzó la inmigración de Gaúchos, en busca de tierras, esos eran principalmente descendientes de inmigrantes alemanes e italianos.
Inicialmente, fue distrito de Chapecó y se emancipó como municipio el 7 de diciembre de 1961.